# Diogo Pires, o Velho
Diogo Pires, o Velho ou Diogo Pires-o-Velho (séc. XV-XVI) foi um escultor português do período gótico. 
Sabe-se que viveu na transição do século XV para o XVI, tendo estado em atividade, pelo menos, entre os anos de 1473 e 1513. A continuidade da sua oficina foi assegurada pelo filho (ou sobrinho), Diogo Pires, o Moço.

## Biografia / Obra

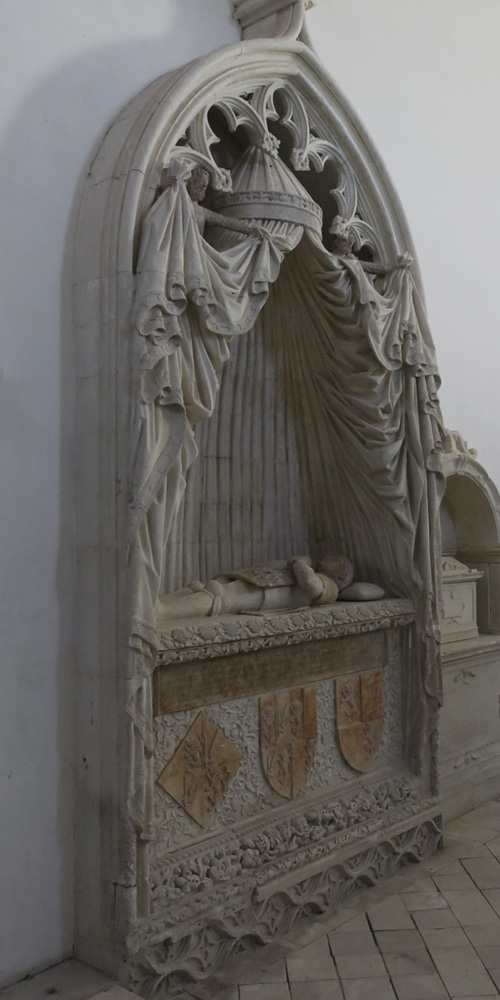
Túmulo de Fernão Teles de Meneses, 1480, Igreja do Mosteiro de São Marcos de Coimbra

A sua formação artística fez-se durante o reinado de D. Afonso V, "correspondente ao período mais classicista do gótico nacional". Mais tarde foi contemporâneo dos grandes artistas do período manuelino, mas a sua idade avançada já não lhe permitiu adaptar-se verdadeiramente ao novo gosto, que seria praticado com grande qualidade pelo seu sucessor, Diogo Pires, o Moço.
O trabalho de Diogo Pires, o Velho representa um avanço relativamente à dos mestres que o precederam, apesar de se caracterizar ainda por figuras onde predomina a dureza de atitudes típica do gótico. Pouco afeito à criação em série, soube imprimir uma identidade às suas obras, individualizando a representação dos diversos santos, representando os panejamentos de forma mais natural do que os seus antecessores, conferindo às figuras uma serenidade de expressão e uma monumentalidade que indiciavam o futuro. "Algumas das suas soluções […] parecem indicar um conhecimento da escultura italiana, pelo que não é exagerado afirmar que os seus trabalhos contêm traços pré-renascentistas".
Em obras como Santo André (MNMC), Diogo Pires, o Velho introduz, na escultura, as primeiras manifestações da simbólica manuelina. "A inovação surge na distribuição das roupas, de pregas finas caindo com naturalidade e delicadeza numa anatomia que se adivinha ainda rígida". Os elementos mais originais podem, no entanto, detetar-se na cabeça, com uma particular individualização da personagem: "rosto sisudo, marcado por cabelos e barbas longos e escorridos, definidos por sulcos com leves ondulações, pescoço grosso, olhos rasgados, boca cerrada".
O "magnífico" túmulo de Fernão Teles de Meneses corresponde a um avançado padrão escultórico, "a par do que de melhor se fazia na Europa de então". A arca feral é preenchida por elementos decorativos vegetalistas envolvendo a heráldica familiar. "O jacente revela um tratamento convencional de talhe macio, mas a estrutura superior do túmulo não se enquadra na tradição gótica nacional. De facto, o grande dossel, cujo panejamento é levantado por dois «homens selvagens» em substituição dos habituais anjos tenentes confere-lhe uma marca distintiva remetendo o seu traçado para influências transalpinas, lembrando obras de Agostino di Duccio".
Igualmente relevante é o Túmulo do Conde de Ourém, que apresenta um jacente de excelente qualidade para a escultura portuguesa da época; à serenidade e sobriedade dessa figura associa-se a profusa ornamentação da arca feral, "composta por fitas com temas vegetalistas combinados com a heráldica de D. Afonso e uma inscrição comemorativa em cursivo gótico, enquanto os frontais e faciais são ornamentados por ramos vegetalistas segundo um sistema de simetria que prenuncia, decididamente, o renascimento".

## Algumas obras[1][4][6][7]
Apesar das incertezas quanto à autoria de diversas obras, são-lhe atribuídas, entre outras, as seguintes: 
- Senhora com o Menino , 1481; Leça da Palmeira.
- Túmulo de Fernão Teles de Meneses, 1478-1481; Igreja do Mosteiro de S. Marcos, Universidade de Coimbra.
- Túmulo de Afonso de Bragança, Marquês de Valença, Conde de Ourém, c. 1485-87; cripta da Igreja da Colegiada de Nossa Senhora da Misericórdia, Ourém.
- Santo André, c. 1500; Museu Nacional de Machado de Castro (MNMC), Coimbra.
- Santo André; Museu Nacional de Arte Antiga (MNAA), Lisboa.
- São Tiago, c. 1500; MNAA, Lisboa.
- São Sebastião; MNAA, Lisboa.
- S. Pedro; Igreja Matriz de Oliveira do Conde.
- Nossa Senhora com o Menino; MNAA, Lisboa.

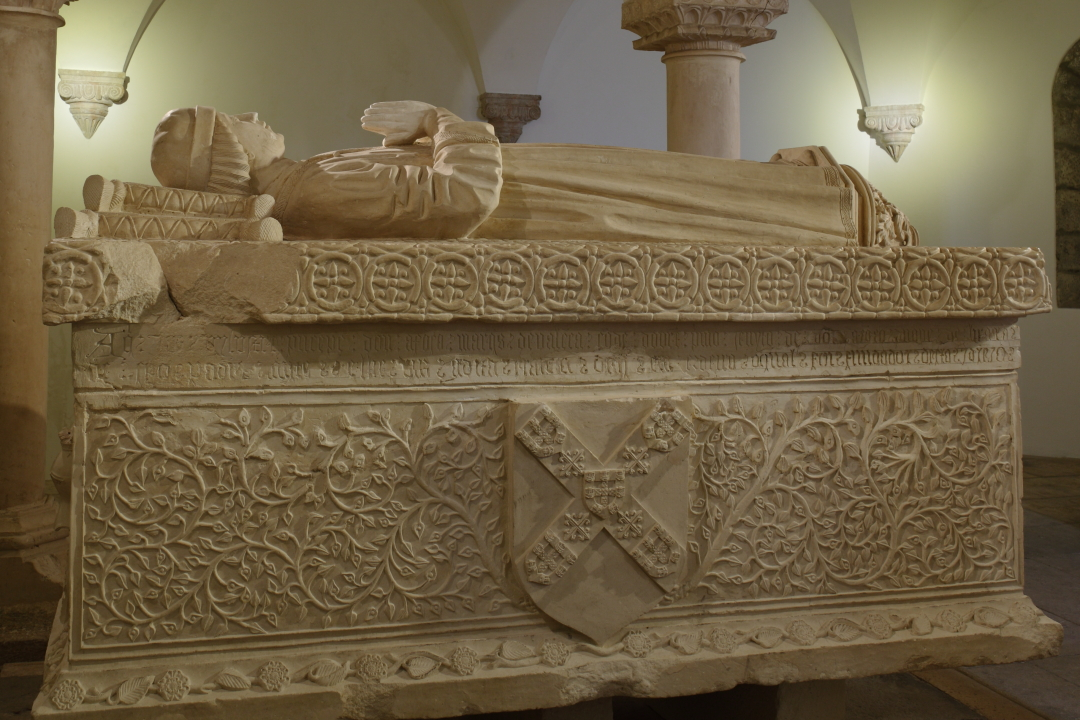
Túmulo de Afonso de Bragança, Marquês de Valença, Conde de Ourém
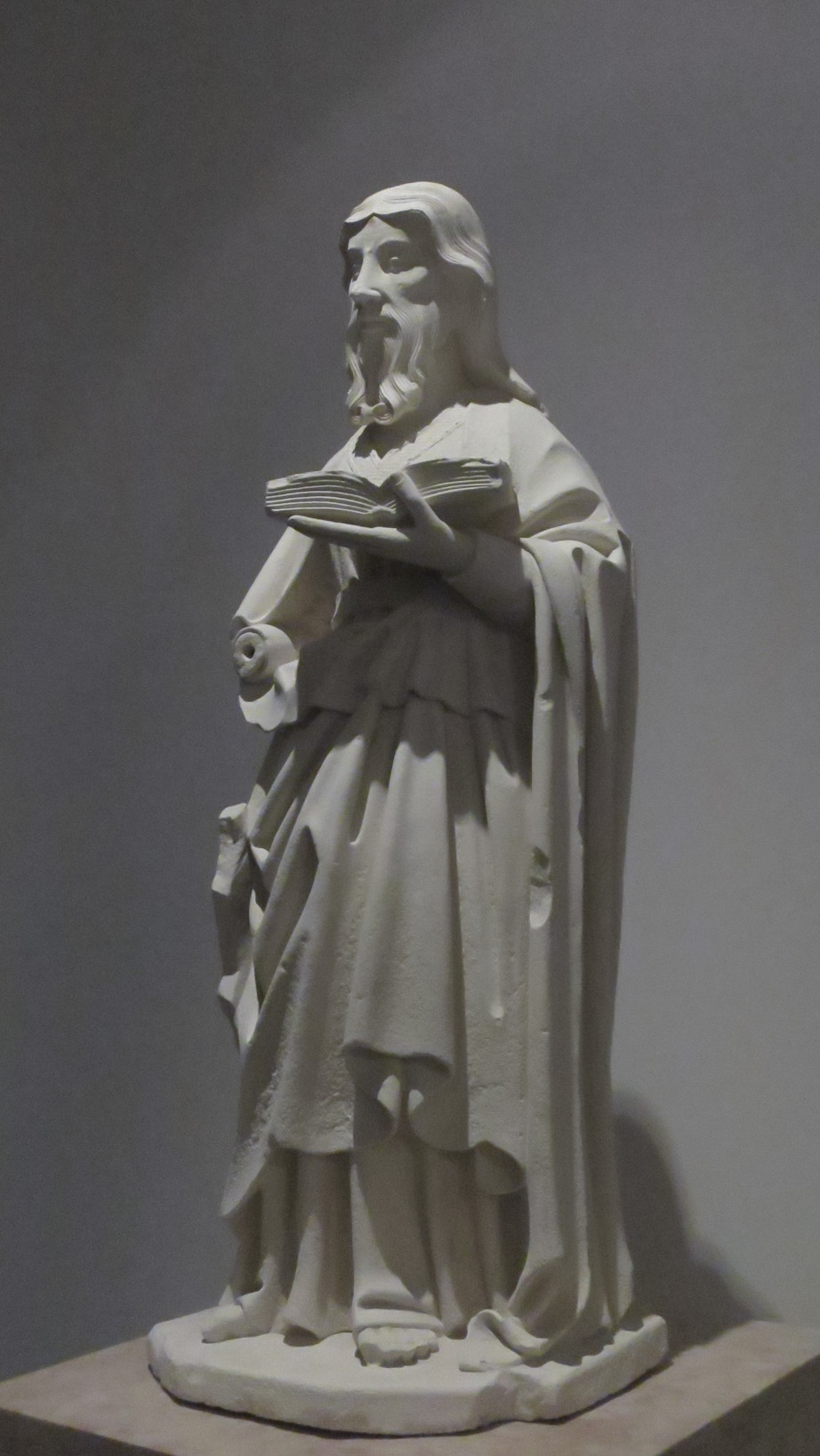
Santo André, MNMC
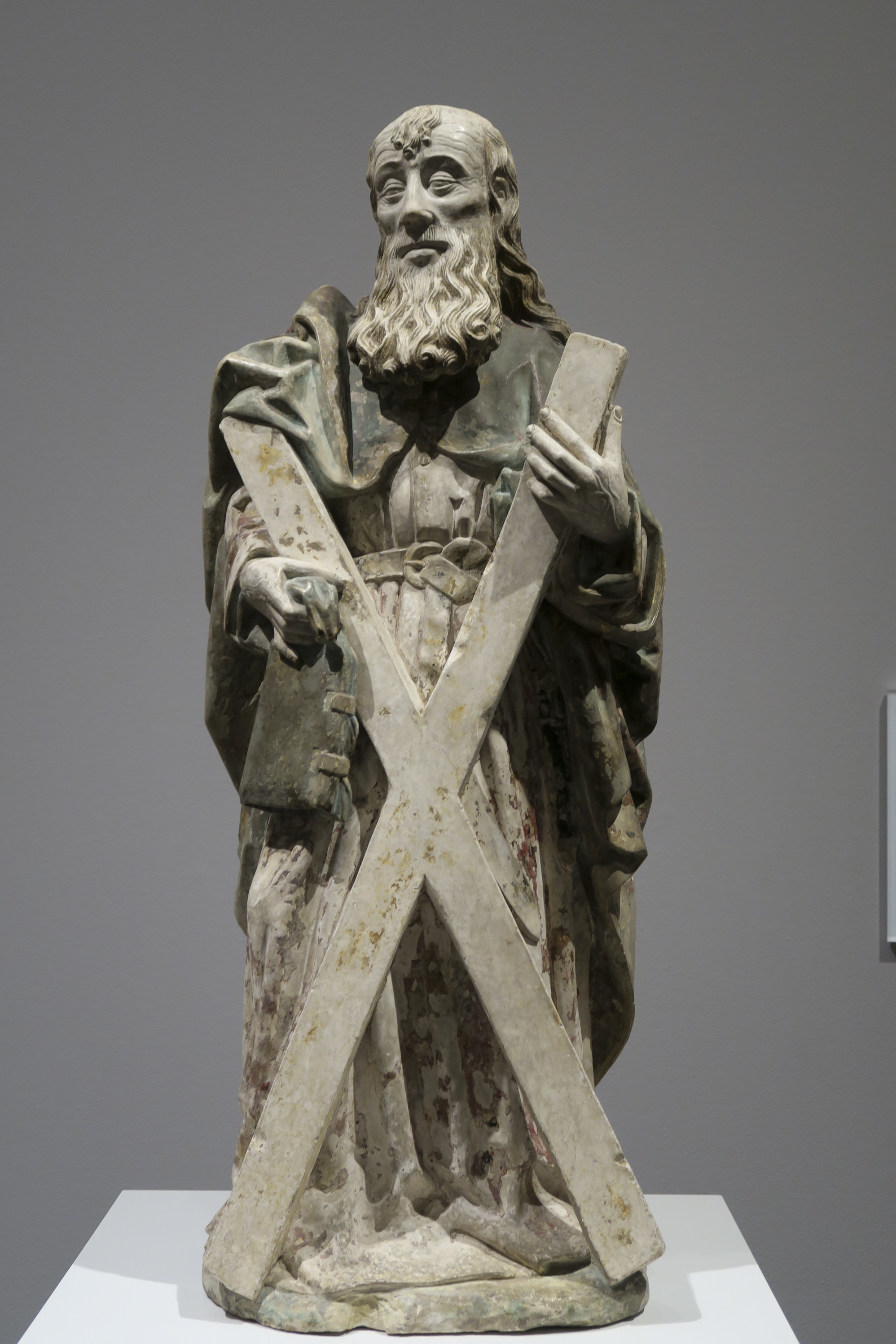
Santo André, MNAA
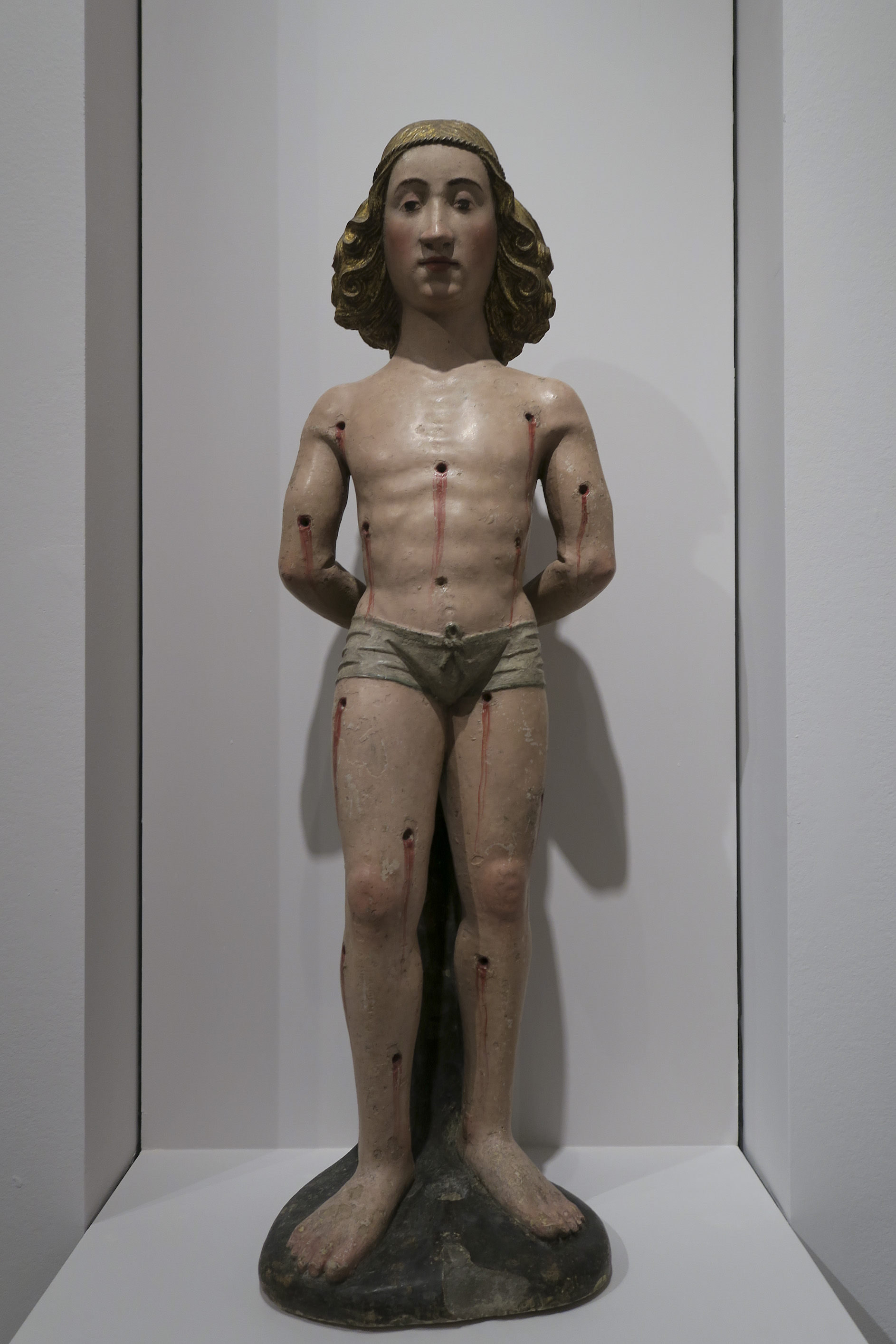
São Sebastião, MNAA
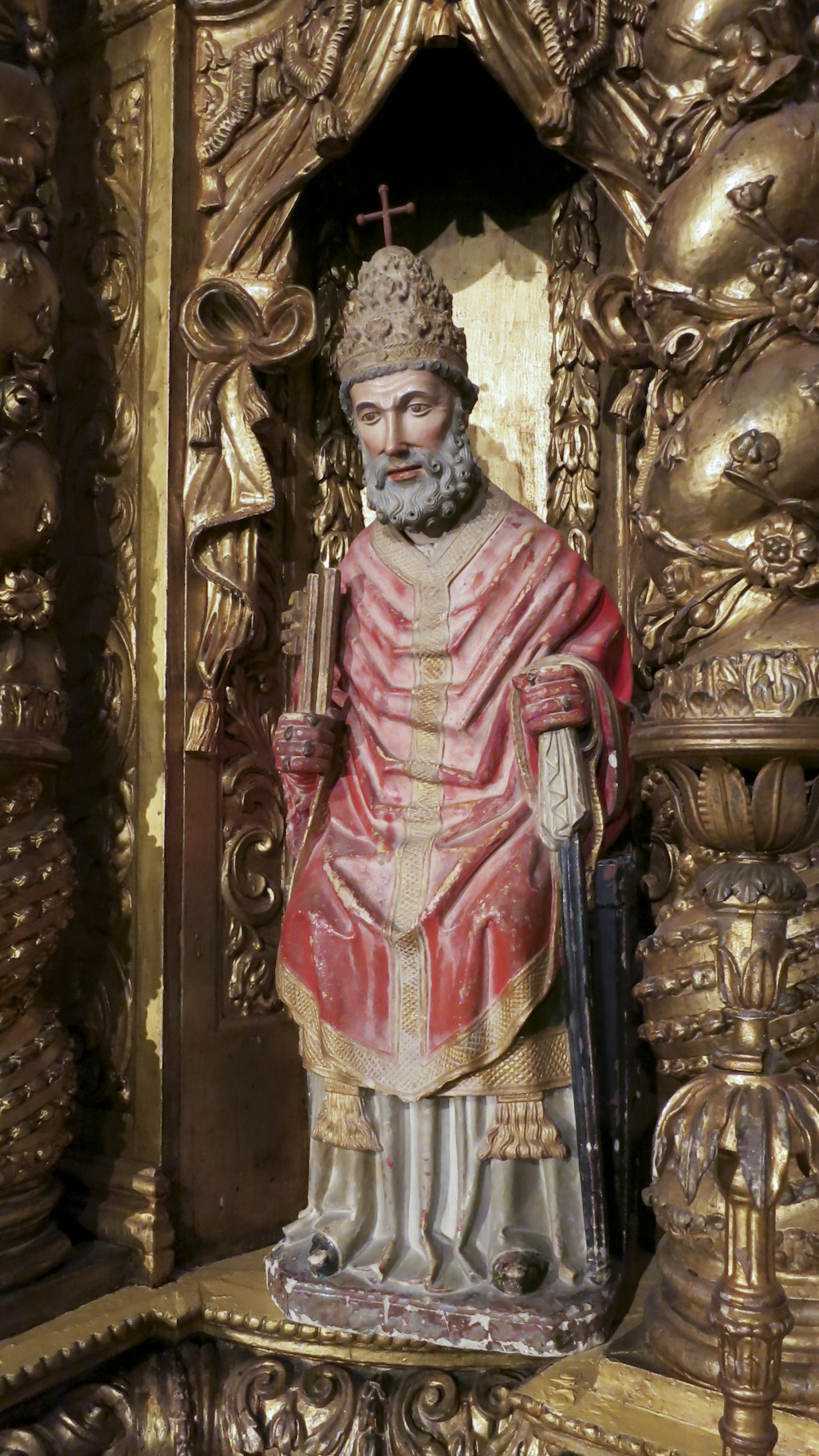
S. Pedro, Igreja Matriz de Oliveira do Conde